# Ringo Starr
Sir Ringo Starr, eredeti nevén Richard Starkey (Liverpool, 1940. július 7. –) többszörös Grammy-, valamint Oscar- és Primetime Emmy-díjas brit zenész, az egykori Beatles együttes tagja.

## Jellemzése
Előadását egyenletes, megbízható dobjáték és újító jellegű szólók jellemzik. Az eddig megjelent egyetlen magyar nyelvű életrajzban, a Ringo Starr - Egy Csillag élete című könyvben dobjátékát Marsi József Beatles-szakíró így jellemzi: "Ringo a takarékosságával vált kiemelkedővé, nem cicomázta, díszítette agyon a dalokat, csupán tökéletes ütemtartó volt, akárcsak Charlie Watts. Olykor használt gyönyörű filleket az Oh! Darling, a Something vagy a Come Together daloknál, hogy a többiek kedvére tegyen, de igazán a minimalista stílusával vált a Beatles szilárd alapkövévé. Sosem hencegett a tudásával, igazi csapatjátékos volt, aki dobmunkájával egységesítette a dalokat, amely annyira egybesimult azokkal, mint a festővásznon a színek. Ütemei ugyanolyan szerves részeivé váltak a daloknak, mint a szöveg, a basszus vagy a gitárszólam. Érzelmekkel és ösztönösen játszott, és ez a természetességéből fakadó tökéletes tempótartása tette lehetővé a Beatles számára, hogy olyan dalok különböző munkameneteit olvassza eggyé, mint az A Day in the Life, a Happiness Is a Warm Gun vagy a Yer Blues. Kedves, nyugodt személyisége lévén jól kijött a zenekar többi tagjával.
1965-ben vette feleségül Maureen Coxot, akitől 1975-ben elvált. Közös gyermekeik Zak, Jason és Lee. 1981-ben újra megnősült, felesége Barbara Bach, színésznő, akinek legemlékezetesebb alakítása: Bond-lány A kém, aki szeretett engem című filmben.

## Korai évei
Richard Starkey Liverpool munkásnegyedében nőtt fel. Gyermekkorában két súlyos betegsége is volt, amelyek miatt összesen három évet kórházban töltött, így iskolai tanulmányaival lemaradt kortársaitól. A liverpooli Rory Storm and the Hurricanes dobosa volt 1959 és 1962 között, akikkel ugyan azokban a klubokban játszott Liverpoolban és Hamburgban, mint a Beatles. 1962. augusztus 16-án a Beatles megvált akkori dobosától, Pete Besttől, s Ringót kérték fel a helyére.

## Szerepe a Beatlesben

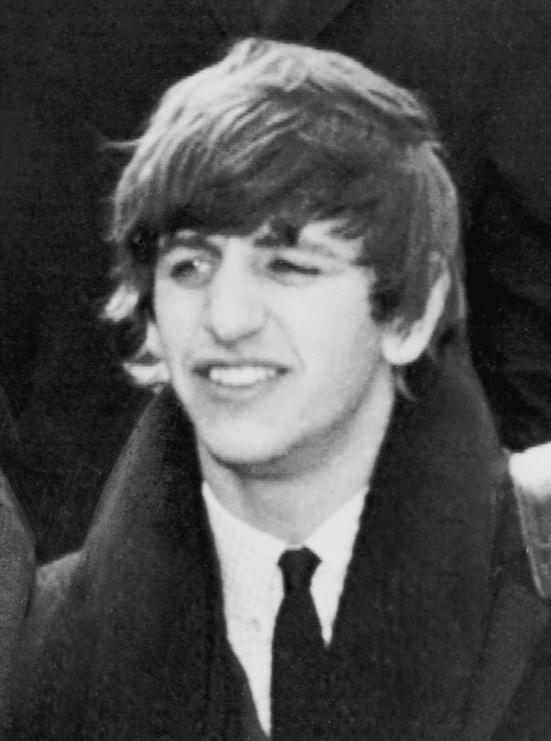
1964-ben

Starr dobstílusa fontos szerepet játszott a Beatles hangzásában. Világszerte sok dobos példaképei között tartja számon, például Max Weinberg az E Street Bandtől, Liberty De Vitto (Billy Joel dobosa), Phil Collins és Andy Sturmer a Jellyfishből. Collins szerint Ringót „mérhetetlenül alábecsülik. Az »A Day in the Life« dobszólója nagyon összetett. Kiválaszthatnánk mai nagyszerű dobosokat és megkérhetnénk őket, hogy így játsszanak. Nem tudnák, hogyan csinálják.” Mark Lewisohnnak a Beatles lemezfelvételeire vonatkozó széles körű felmérése megerősítette, hogy Starr következetes, professzionális és rendkívül megbízható volt: a zenekar nyolcéves történetében aligha egy tucat alkalommal kellett leállítani felvételeket az ő hibájából, miközben a másik három társának játékában bekövetkezett hibák rengeteg leállást és újravételt okoztak. Starr nyilatkozata szerint a dobjáték szempontjából a valaha is előadott legnehezebb Beatles szám a „Rain” volt.
Lennon, McCartney és Harrison mind állították, hogy Ringo a világ legjobb dobosa, bár amikor egy interjúban erre rákérdeztek, Lennon gúnyosan annyit válaszolt „A Beatlesben nem ő a legjobb!” Ezzel utalt a White Albumon szereplő „Back in the USSR”-re, amelyben Paul volt kénytelen a dobokon játszani. Nem sokkal a felvétel előtt Ringo kiviharzott a stúdióból (a zenekar többi tagja közötti feszültség borította ki) és két hétig nem is tért vissza, ezért a "The Ballad of John and Yoko" és a "You Know My Name (Look Up the Number)" esetében is Paul ült a dobok mögött, mivel csak ő és Lennon volt elérhető. Voltak további Beatles-számok, amelyekben szintén nem ő dobolt. Például az együttes első kislemezén (Love Me Do/P.S. I Love You) Ringo Starr helyett egy stúdiódobos, Andy White hallható, ugyanis George Martin, a zenei producer nem volt mindenben elégedett Ringo játékával, az akkori szigorú elvárásoknak nem felelt meg.
Ringo általában egy számot énekelt albumonként. Néhány esetben kifejezetten neki írták a szöveget és a dallamot, mint John Lennon a „With a Little Help from My Friends”-et a Sgt. Pepper’s Lonely Hearts Club Band lemezen, vagy Paul McCartney a „Yellow Submarine”-t a Revolveren. Ezek dallamvezetése szándékosan egyszerűsített, figyelembe veszi Starr hangterjedelmét – „With a Little Help from My Friends” nagy része például nem több, mint öt hang távolságban énekelhető.
A zenekar tagjai közül ő írta a legkevesebb számot. Ezek közül kettő, a „Don’t Pass Me By” (White Album) és az „Octopus’s Garden” (Abbey Road) jelent meg Beatles lemezen. Ez utóbbihoz kapott némi segítséget George Harrisontól, aki érdeklődni kezdett a country zene iránt, épp Ringo hatására (a Rubber Soul-on helyet kapott „What Goes On” társszerzője volt).

## Szólókarrierje
A zenekar felbomlása után elkészített két slágerlistás számot, "It Don't Come Easy" és "Back Off Boogaloo" címmel, valamint részt vett Harrison ’Koncert Bangladesért’ projektjében.
1973-ban jött ki a Ringo album, amelyen, bár különböző számokon, de mindhárom volt csapattársa részt vett. Váratlan módon ez lett a legsikeresebb ex-Beatle projekt abban az időben. A következő, Goodnight Vienna lemez is sikeres volt, olyan számokkal, mint a "Photograph" (társszerzője Harrison), "You're Sixteen", "I'm the Greatest" (szerzője Lennon), "Only You", és a "No No Song".
Ezután Starr műveinek jelentősége folyamatosan csökkent, bár időnként kiadott egy-egy albumot. 1989-ben tűnt fel ismét, amikor koncertturnét szervezett Ringo Starr and His All-Starr Band néven jól ismert zenészek egy csoportjával. A koncerteken először Ringo énekelt néhány Beatles dalt, majd mindegyik zenész előadott egyet a saját számaiból, Ringoval a doboknál, aztán ismét Ringo következett, majd még egy kör a többiekkel. 2003-ban került sor a nyolcadik turnéjukra.
Számos filmben szerepelt, például a Candy (1968), a The Magic Christian (1969) (Peter Sellers mellett), a Son of Dracula (1974) vagy a Caveman (1980). Ő játszotta Larry törpe szerepét Frank Zappa filmjében, a 200 Motelsben (1971). Különösen jó kritikákat kapott a brit That'll Be the Day (1973) filmben nyújtott alakítása.
1991-ben szerepelt A Simpson család című rajzfilmsorozat egyik epizódjában, ahol saját magát alakította. 2005 januárjában Stan Lee képregényrajzoló bejelentette, hogy következő szuperhősét Ringo alapján mintázza meg.

## Sikeres számai
- It Don't Come Easy 1971 #4 US, #4 UK
- Back Off Boogaloo 1972 #2 UK, #9 US
- Photograph 1973 #1 US, #8 UK
- You're Sixteen 1974 #1 US, #4 UK
- Oh My My 1974 #5 US
- Only You (And You Alone) 1974 #6 US, #28 UK
- No No Song b/w Snookeroo 1975 #3 US
- (It's All Da-Da-Down To) Goodnight Vienna 1976 1975#31 US
- A Dose of Rock 'n' Roll #26 US
- Wrack My Brain 1981 #38 US
- Weight of the World 1992 #72 UK
- Don't Go Where The Road Don't Go 1993
- La De Da 1998
- Never Without You (with electric guitar played by Eric Clapton) 2003

## Érdekességek
- 1996-ban egy japán hirdetésben almaszószt reklámozott. Ez véletlenül épp a Ringo jelentése, japánul.
- Később egy Pizza Hut-reklámban is szerepelt.
- Ő volt a Thomas, a gőzmozdony narrátora az első két évadban.
- 1971-ben egy spagettiwesternben vállalt szerepet, Ferdinando Baldi Vakemberében, ahol az anti-hős szerepét játszotta.

## Magyar nyelven megjelent könyvek
- Marsi József: Ringo Starr - Egy Csillag élete, Álomgyár kiadó, 2025  9789636830540 (Keménytáblás, 464. oldal)
- Marsi József: Ringo Starr - Egy Csillag élete, Álomgyár kiadó, 2025  9789636830557 (e-könyv)

## Albumai

### Szólistaként
- Sentimental Journey (1970)
- Beaucoups of Blues (1970)
- Ringo (1973)
- Goodnight Vienna (1974)
- Blast From The Past (1975)
- Ringo's Rotogravure (1976)
- Ringo the 4th (1977)
- Bad Boy (1978)
- Stop and Smell the Roses (1981)
- Old Wave (1983)
- Starr Struck: Best of Ringo Starr, Vol.2 (1989)
- Time Takes Time (1992)
- Vertical Man (1998)
- I Wanna Be Santa Claus (1999)
- Ringo Rama (2003)
- Choose Love (2005)
- Liverpool 8 (2008)
- Y Not (2010)
- Ringo 2012 (2012)
- Postcards from Paradise (2015)
- What's my name (2019)
- Look Up (2024)

### The All-Starr Band albumok és VH1 Storytellers

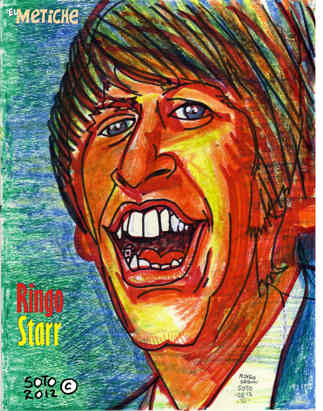
Karikatúrája

- Ringo Starr and His All-Starr Band (1990)
- Ringo Starr and His All-Starr Band: Live From Montreux (1993)
- Ringo Starr and His Third All-Starr Band (Volume 1) (1997)
- VH1 Storytellers: Ringo Starr (1998)
- Ringo Starr and His All-Starr Band: The Anthology… So Far (2001)
- KING BISCUIT FLOWER HOUR PRESENTS Ringo & His New All Starr Band (2002)
- Extended Versions: The Encore Collection (2003)
- Ringo Starr and His All-Starr Band Tour 2003 (2004)